# Kop van Schouwen
De Kop van Schouwen is een Natura 2000-gebied (gebiedsnummer 116) in de categorie 'duinen' aan de westkant van Schouwen-Duiveland tussen Burgh-Haamstede en Renesse in de Nederlandse provincie Zeeland. Sinds 1978 is het gebied aangemerkt als beschermd natuurmonument en sinds 1988 als staatsnatuurmonument. Het natuurgebied bestaat uit duinen (Meeuwenduinen, Zeepeduinen, Verklikkerduinen, Vroongronden), stranden, graslanden, bossen (het grootste bos van Zeeland in boswachterij Westerschouwen) en duinplassen. De duinen worden in de Kop van Schouwen afgewisseld met bijzondere duingraslanden, vochtige duinvalleien en duindoornstruwelen waar veel plantensoorten voorkomen. In het oosten liggen vlakke ‘vroongronden’: soortenrijke graslanden die de mens eeuwenlang gebruikte om vee te weiden. Het afwisselende landschap is een belangrijk leefgebied voor veel beschermde soorten, zoals de rugstreeppad, de levendbarende hagedis en de gevlekte witsnuitlibel, maar ook de blauwe zeedistel, de roodborsttapuit en de havik. De natte duingedeelten vormen het leefgebied voor de noordse woelmuis. Op het Verklikkerstrand broeden strandplevier, kleine plevier en bontbekplevier.

## Afbeeldingen

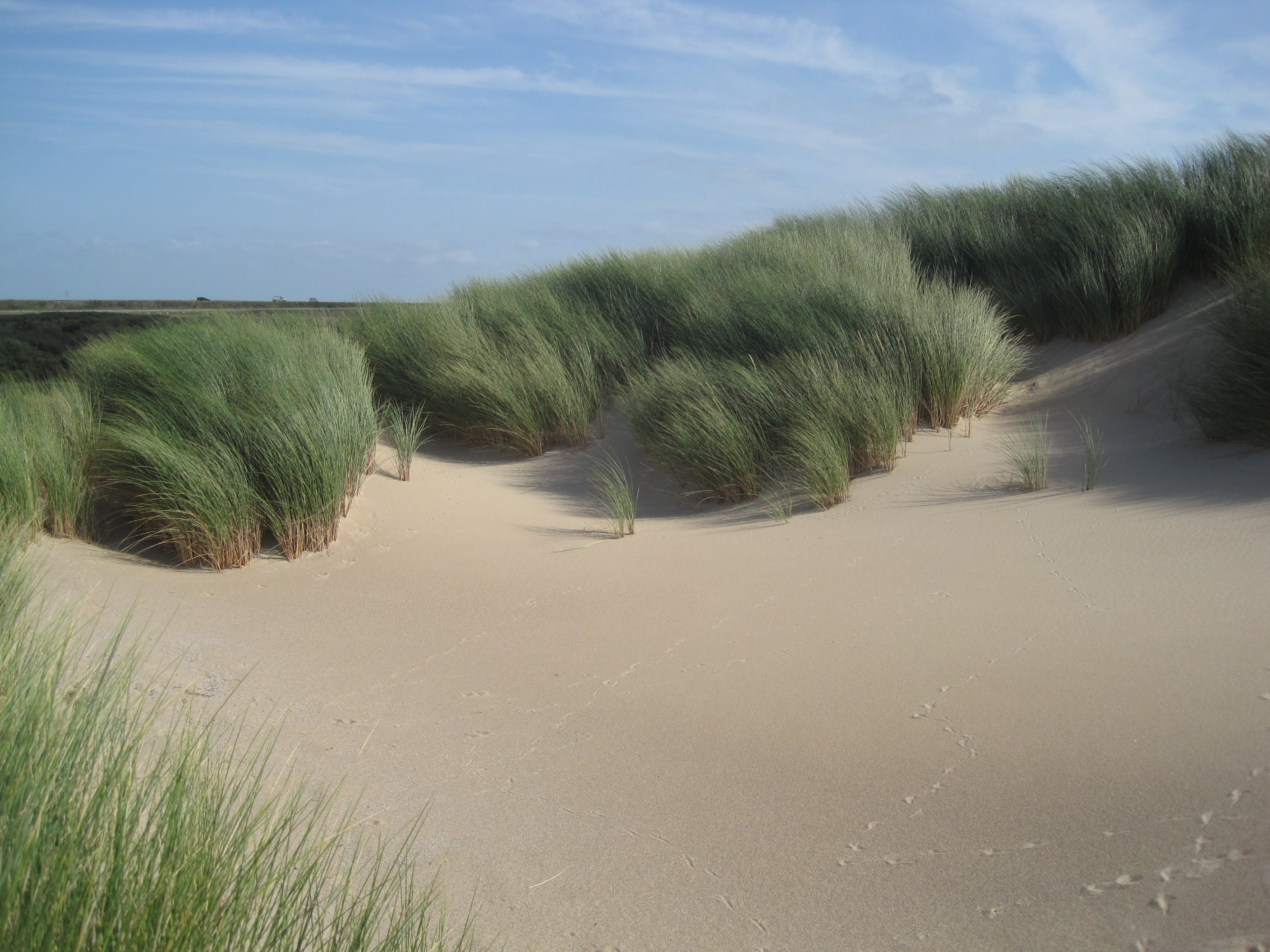
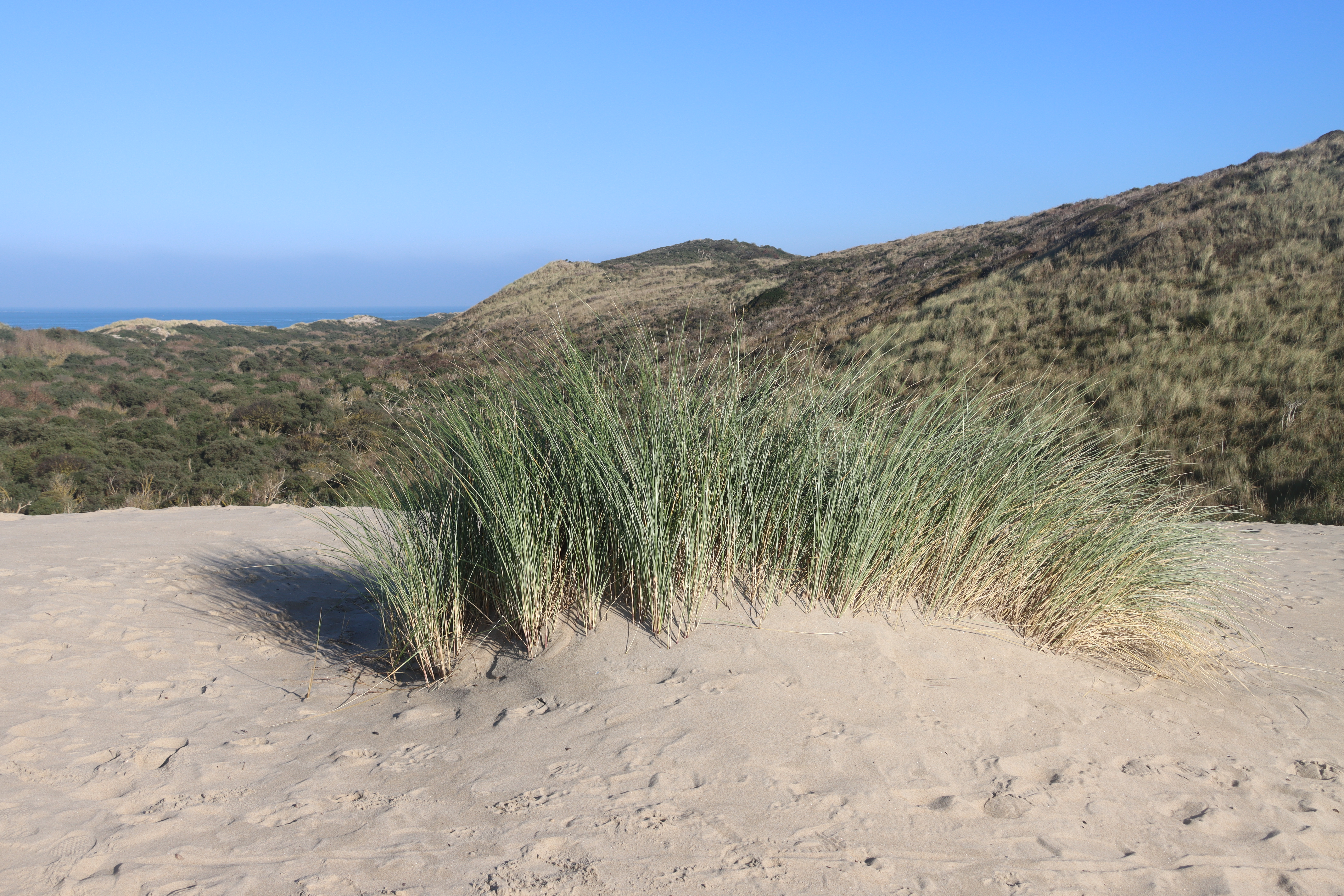
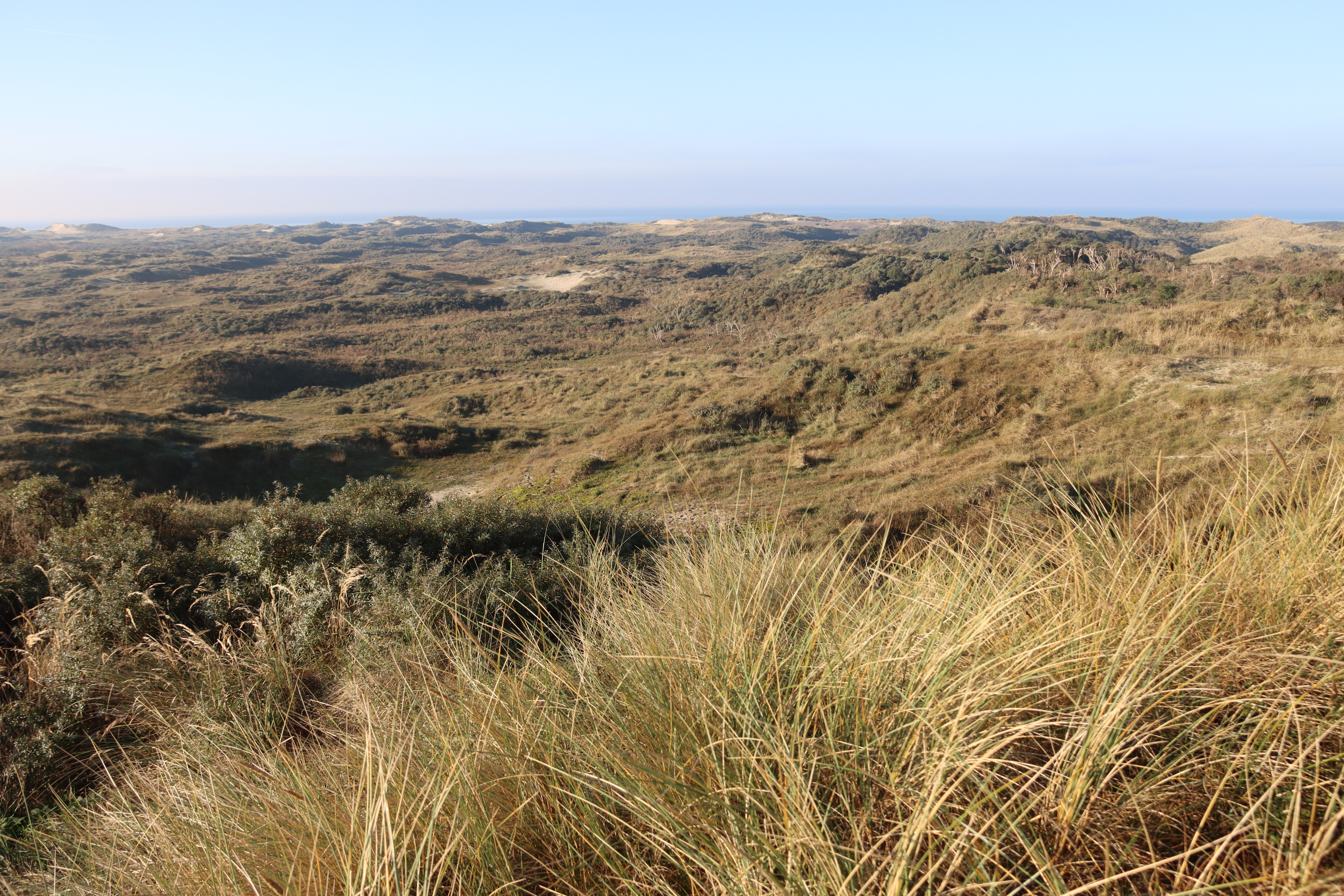
Meeuwenduinen
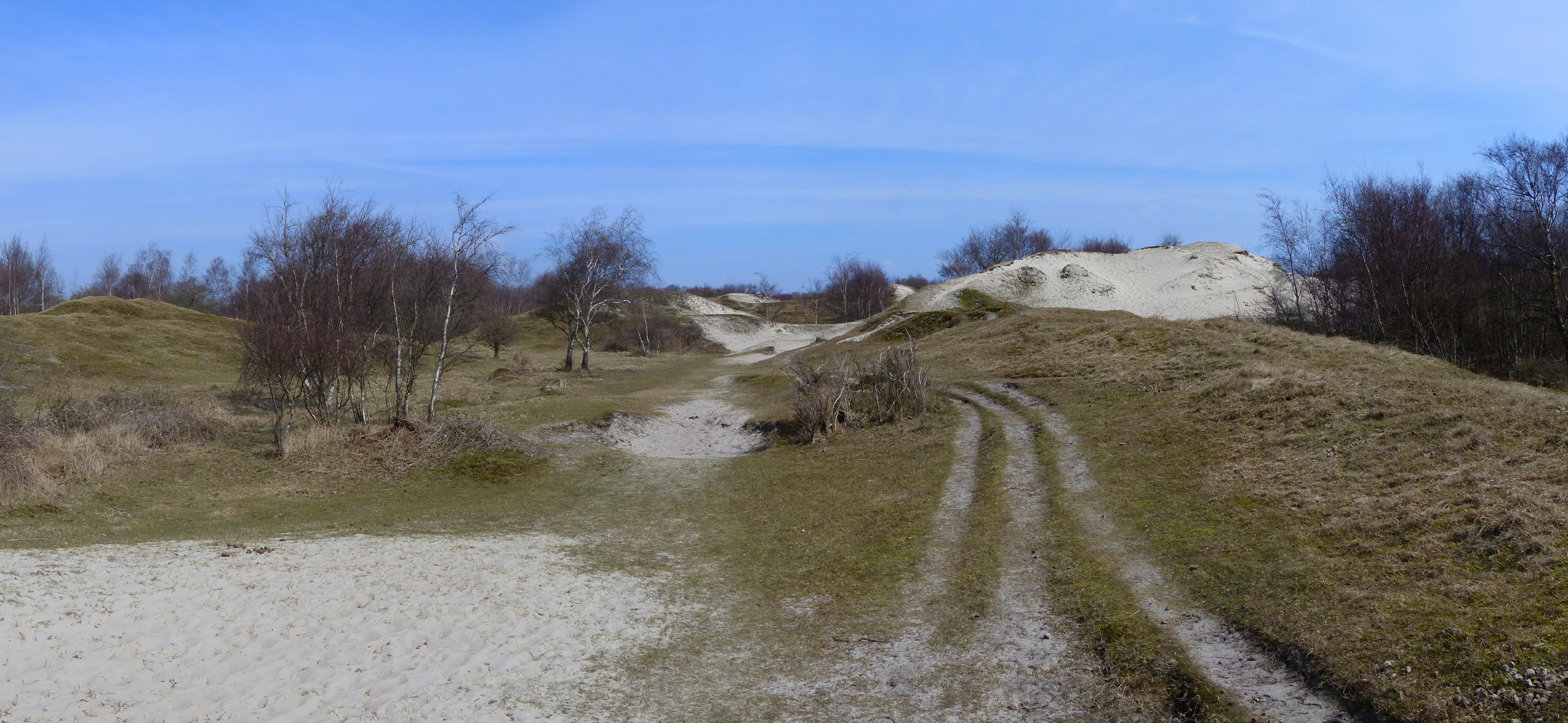
Zeepeduinen